# 고전 문학
고전 문학(古典文學)은 옛 시대에 쓰인 문학작품을 가리키는 말이다. 그리스 고전문학이 이에 해당된다. 단, 고전적 존재 등이라고 말할 경우 현재에는 그 가치가 줄었으나 일정한 역사적 역할을 수행하고 현대에 영향을 미친 학문이나 이론을 뜻한다. 줄여서 고문 (古文)이라고도 한다.

## 참고 문헌
- 이 문서에는 다음커뮤니케이션(현 카카오)에서 GFDL 또는 CC-SA 라이선스로 배포한 글로벌 세계대백과사전의 내용을 기초로 작성된 글이 포함되어 있습니다.